# عبد الغني الكرمي
عبد الغني سعيد علي منصور الكرمي (وُلِد في 1906 في طولكرم – تُوفي في 13 فبراير 1974 في طولكرم)، سياسي وكاتب وأديب ومفكر فلسطيني، ودبلوماسي ورجل دولة، وهو أحد أبرز المفكرين والصحفيين الفلسطينيين خلال فترة الانتداب البريطاني على فلسطين، ومن رجالات الحركة الوطنية الفلسطينية، وأحد قادة الحزب الشيوعي العربي الفلسطيني، وهو من مؤسسي المملكة الأردنية الهاشمية، ومن أبرز الشخصيات التي عملت إلى جانب الملك الأردني عبد الله الأول بن الحسين في البدايات الأولى لتأسيس المملكة الأردنية، وقد شغل مناصب متعددة منها أمينًا عامًا للديوان الملكي الأردني، وأمينًا عامًا للقصر الملكي الهاشمي، ومستشارًا للملك عبد الله الأول، ورئيسًا لمكتبه، ورئيسًا لطاقمه، وقاد المفاوضات الأردنية الإسرائيلية خلال فترة 1948-1951، كما كان المبعوث الأردني للسلام خلال تلك الفترة.

## نشأته وتحصيله العلمي
وُلِد عبد الغني سعيد علي منصور الكرمي في مدينة طولكرم الفلسطينية عام 1906، تلقى تعليمه في مدارس مدينته طولكرم، وأنهى تعليمه الثانوي برفقة شقيقه عبد الكريم الكرمي في مدرسة مكتب عنبر الثانوية في دمشق. التحق بعد ذلك بجامعة كادحي الشرق في موسكو؛ حيث كان ضمن أول دفعة من الطلبة الأعضاء في الحزب الشيوعي الفلسطيني المبتعثين إلى موسكو وذلك في عام 1927.

## حياته الشخصية
عاش عبد الغني الكرمي في مدينة طولكرم في أسرة اشتهرت بالعلم والأدب؛ فوالده هو العالم والوزير سعيد الكرمي، وأشقاؤه هم: الشاعر عبد الكريم الكرمي (أبو سلمى)، والأديب أحمد شاكر الكرمي، والعالم اللغوي حسن الكرمي، والأديب محمود الكرمي. وأما جده فهو الشيخ علي بن منصور الكرمي.

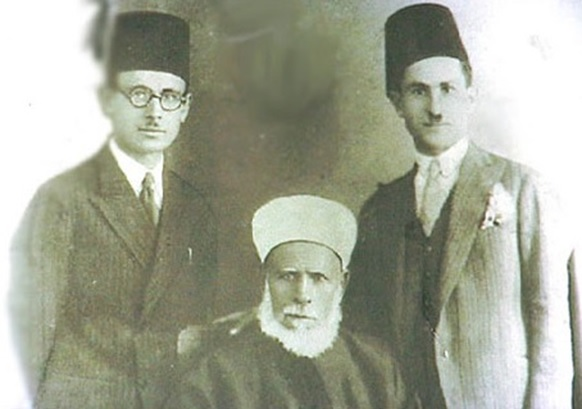
من يمين الصورة إلى يسارها بالترتيب: عبد الكريم الكرمي، وسعيد الكرمي، وعبد الغني الكرمي.
شجرة عائلة الكرمي ويظهر عبد الغني فيها.

## حياته السياسية
في بداية حياته، أصبح عبد الغني الكرمي عضوًا في الحزب الشيوعي العربي الفلسطيني، وفي ديسمبر 1926 انتخب الكرمي لقيادة «المؤتمر الفلسطيني الحركي الأول» برفقة اللبناني رفيق جبور وذلك بحضور 85 مندوبًا من مختلف الدول العربية.
ربطت الكرمي علاقات قوية مع عدد كبير من الشخصيات العربية، منهم: أمجد الطرابلسي، وعز الدين القسام، وسعيد الأفغاني، وعلي الطنطاوي، وأنور العطار، وظافر القاسمي، ومطلق عبد الخالق، وغيرهم.
بعد التحاق عبد الغني الكرمي بجامعة كادحي الشرق في موسكو عام 1927، لم يطق نمط الحياة في موسكو بعد مدة قصيرة من إقامته فيها، فحاول العودة إلى طولكرم إلا أنه لم يتمكن بسبب رفض المسؤولين هناك لطلبه، فأخذ بعد ذلك يحرر برسالة إلى السفير البريطاني في موسكو يطلب منه فيها أن يمنحه جواز سفر بوصف بلاده فلسطين تخضع لحكم الانتداب البريطاني. ترك عبد الغني الرسالة على مكتبه ودخل إلى الحمام، وفي هذه اللحظة زاره زميلٌ مصريٌ له، فشاهد الرسالة وقام بإبلاغ إدارة الجامعة التي اتصلت على الفور بالشرطة السياسية السرية للاتحاد السوفيتي، فجرى اعتقال الكرمي وإرساله إلى مقر وسجن لوبيانكا، وعَلِمَ سكرتير الحزب الشيوعي في لبنان وسورية «فؤاد الشمالي» الذي كان يزور موسكو في تلك الأيام بتوقيف الكرمي، وبذل جهدًا كبيرًا لدى المسؤولين لإطلاق سراحه، وتكللت مساعيه بالنجاح، وعاد عبد الغني إلى طولكرم صيف عام 1930.
كان عبد الغني الكرمي من أوائل الكتاب الفلسطينيين، وأسس عام 1930 صحيفة اليرموك، وتولى رئاسة تحريرها، كما عمل رئيسًا لتحرير صحيفة النفير الفلسطينية، وفي عام 1935 أسس صحيفة «الصاعقة» الفلسطينية السياسية والتي ترأس رئاسة تحريرها، وكانت الصحيفة امتدادًا لصحيفة النفير الفلسطينية التي سبقتها، وصدر العدد الأول من صحيفة الصاعقة بتاريخ 7 مارس 1935.
شارك عبد الغني الكرمي خلال فترة 1943-1944 في تأسيس حركة عصبة التحرر الوطني في فلسطين التابعة للحزب الشيوعي الفلسطيني، وأصبح الكرمي من قادة الحركة، ثم قام بتأسيس حركة موازية للحزب وتولى رئاستها.
عمل الكرمي عام 1946 رئيسًا لسكرتيرية تحرير جريدة «الشعب» الفلسطينية السياسية اليومية، واستمر في ذلك حتى عام 1948. وفي مطلع عام 1948 أسس الكرمي صحيفة «الميزان» الفلسطينية وتولى رئاسة تحريرها، وقد كانت صحيفة سياسية واقتصادية واجتماعية، وصدر العدد الأول منها بتاريخ 23 فبراير 1948.

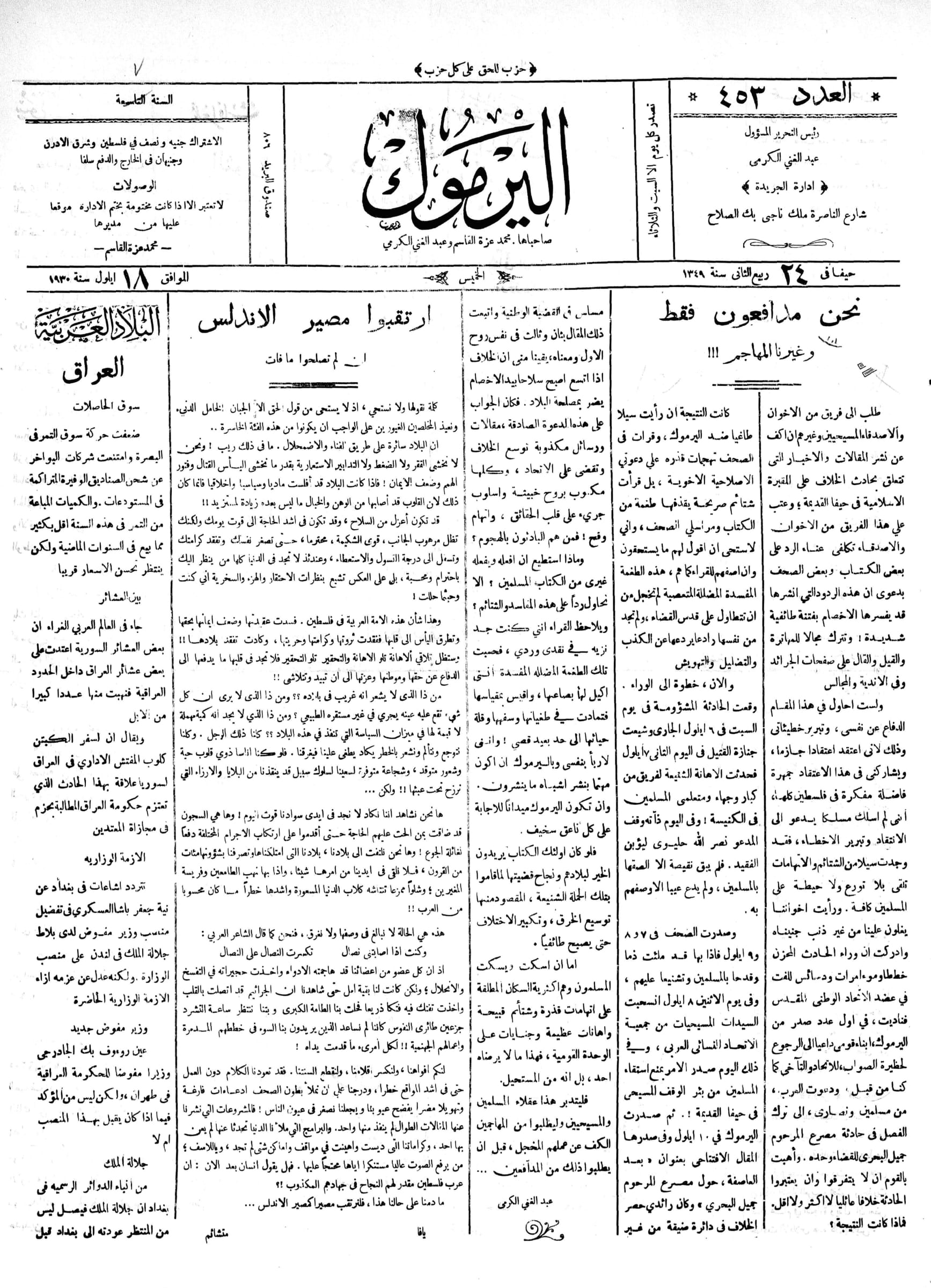
صحيفة اليرموك والتي أسسها عبد الغني الكرمي وتولى رئاسة تحريرها

تعدد لغات عبد الغني الكرمي وخبرته السياسية والصحفية أهلته لينضم بعد ذلك إلى بلاط الملك عبد الله الأول بن الحسين، فشارك الكرمي في تأسيس المملكة الأردنية الهاشمية، وتولى في الديوان الملكي الأردني عدة مسؤوليات منها مهام التشريفات، ورئيسًا للإعلام والاتصال والترجمة بالديوان، ثم كلفه الملك عبد الله الأول بن الحسين بمنصب أمين عام الديوان الملكي، وأمينًا عامًا للقصر الملكي الهاشمي، ومستشارًا خاصًا للملك، ورئيسًا لمكتبه، ورئيسًا لطاقمه، كما قاد الكرمي المفاوضات الأردنية الإسرائيلية خلال فترة 1948-1951 بتكليف من الملك عبد الله الأول، وكان أيضًا المبعوث الأردني الخاص بعملية السلام إلى دول العالم خلال تلك الفترة.
بعد اغتيال الملك الأردني عبد الله الأول في 20 يوليو 1951 شغل الكرمي منصب القائم بأعمال السفير الأردني لدى إسبانيا، وقد استمر بذلك إلى أن اعتزل العمل الدبلوماسي والسياسي، وتوجه إلى العاصمة لندن، وعمل هناك في الكتابة والتحرير في هيئة الإذاعة البريطانية (بي بي سي)، كما عمل هناك رئيسًا لتحرير مجلة «العالم» اللندنية حتى عاد إلى بلاده فلسطين في أواسط الستينات، حيث أقام في مدينته طولكرم إلى أن توفي فيها عام 1974.

## محاولة اغتياله
بعد الثورة الفلسطينية عام 1936، أخذ عبد الغني الكرمي موقف المعارضة من آراء أمين الحسيني، ولهذا السبب أوعز الحسيني بشكل مباشر بالعمل على اغتيال الكرمي، ففي عام 1939 نجا عبد الغني الكرمي بأعجوبة من محاولة الاغتيال التي استهدفته؛ وذلك عندما اشتبه على المنفذين صورة شخص آخر فقتلوه، فنجا عبد الغني الكرمي بذلك، لكن بعد أشهر قليلة من محاولة الاغتيال هذه تمكن الحسيني من اغتيال شقيقه محمود الكرمي وذلك بتاريخ 24 ديسمبر 1939.

## الكرمي والقسام
ربطت عبد الغني الكرمي علاقة شخصية قوية بعز الدين القسام، وفي 22 نوفمبر 1935 كتب عبد الغني الكرمي في جريدة فلسطين متحدثًا عن مناقب القسام ومآثره، فقال: «عرفته بعد أن أثقلت كاهله السنون، وأربى على الستين، ولكن مجالدة الدهر ومقارعة الحوادث وصروف الزمان ما ألانت له قناة، وما أذلت له جناحًا لأحد، وما زادته إلا ورعًا وتقوى. كان يمشي مطأطئ الرأس من خشية الله، وكان يتكلم في هدوء وتواضع واتزان، سمة العالم الواثق من نفسه، المؤمن برسالته، الحريص على تقوى الله وبث التعاليم الدينية الصحيحة بين الناس، وما سمعتُه على طول صلتي به لا يحبّ الإصغاء إلى لهو الكلام والمهاترة والاستغابة، فإذا أمعن المتحدثون في هذا الضرب من القول رفع رأسه وقال: «استغفروا الله أيها الناس»، وانصرف عنهم».

## مؤلفاته
لعبد الغني الكرمي مجموعة من المؤلفات في السياسة والأدب والشعر، ومن مؤلفاته:
- «مفاجآءات العمر وقصص أخرى»، وقد صدر عن مطابع العاصمة الأردنية عمان.[49]
- «أبو تمام.. في أسلوبه مدرسة لها أتباع»، الأردن.[50]
- «المؤرخ العالمي أرنولد توينبي»، عام 1967، الأردن.[51]
- «علي بن جرجيس: الشاعر الذي قتله لسانه»، عام 1968، الأردن.[52][53]

## لغاته
يجيد عبد الغني الكرمي عددًا من لغات العالم، أبرزها اللغة الإنجليزية واللغة الروسية واللغة الفرنسية.

## أوسمة
في 8 سبتمبر 1950، منح الملك الأردني عبد الله الأول بن الحسين عبد الغني الكرمي وسام الاستقلال الأردني وهو أعلى وأرفع وسام في ذلك الوقت، وذلك تقديرًا لمسيرته الدبلوماسية والسياسية.

## وفاته
توفي عبد الغني الكرمي في مدينة طولكرم بتاريخ 13 فبراير 1974 بعد صراعٍ مع المرض.

## قالوا عنه
- يقول الأديب والصحفي راضي صدوق: «كان عبد الغني الكرمي يجيد الروسية والفرنسية والإنجليزية والإيطالية والعبرية والألمانية، وكان في العربية لا يجاريه شيخ أزهري، وهو يكتب الشعر».[4]
- تقول الكاتبة والباحثة عايدة النجار: «في إضراب عام 1936، كانت لغة الصحافة وطنية حماسية وهي تهيء الشعب للثورة التي أصبحت حقيقة، وكتب عبد الغني الكرمي في جريدة فلسطين افتتاحية بعنوان: تكلم أيها العربي فالأجيال تصغي».[58]
- يقول الدبلوماسي والمفاوض الإسرائيلي موشيه ساسون: «كنت معتادًا أنا وعبد الغني الكرمي أن نزور بعضنا البعض في القدس لكي نقوم معًا بوضع ترتيب اللقاءات بين الملك عبد الله وبين رؤوفين شيلواه، وفي إحدى تلك اللقاءات قال لي عبد الغني بأن الملك أمره أن يعد في منزله وجبة عشاء وأن يدعو إليها عددًا من رجال فلسطين والأردن المهمين ويدعوني معهم لكي أحدثهم عن المفاوضات السرية وأهدافها وأيضًا لكي أعرض على مسامعهم نيات إسرائيل وسياستها، وتم تحديد موعد العشاء يوم الخميس 19 يوليو عام 1951».[59]

## وصلات خارجية
- نص الرسالة من عبد الغني الكرمي في رئاسة الديوان الهاشمي إلى عبد الله التل لوقف أية عمليات حربية، 10 مارس 1949.
- صورة نادرة للرسالة الخطية من عبد الغني الكرمي في رئاسة الديوان الهاشمي إلى عبد الله التل لوقف أية عمليات حربية، 10 مارس 1949.